# Formula One Management
L'empresa Formula One Management, anomenada habitualment FOM, és una empresa que s'encarrega de la relació amb els mitjans de comunicació i gestiona els aspectes econòmics involucrats amb la Formula 1. La FOM forma part dels Formula One Holdings. La companyia controla els drets de promoció i distribució de la Formula 1, per exemple són els qui gestionen la web oficial: . Financerament la FOM ajuda parcialment als equips i circuits per tal d'aconseguir que aquests no abandonin la categoria i poder així mantenir la popularitat. FOM també té els drets comercials dels noms dels equips, dels logotips de la Fórmula 1 i de totes les imatges de la categoria. La coordinació, organització i regles de les curses en canvi és a mans de la Fédération Internationale de l'Automobile.
L'any 1974 va ser fundada l'Associació de constructors de la Fórmula 1 (FOCA) per tal d'aconseguir incrementar els beneficis comercials per als equips participants en la categoria. L'any 1978 Bernie Ecclestone va arribar a ser el màxim executiu de la FOCA i va lluitar amb la Fédération Internationale du Sport Automobile (FISA) pel control dels drets comercials de la F1. Les disputes van finalitzar al març de 1981 quan amb l'Acord de la Concòrdia la FISA va cedir els drets de TV als equips. Quan el primer acord de la concòrdia va finalitzar l'any 1987 Bernie Ecclestone va abandonar la seva posició al davant d'un equip i es va erigir el líder d'una nova entitat, la FOPA (Formula One Promotions and Administration) a qui els equips van cedir els seus drets televisius. La FOPA més endavant passaria a anomenar-se Formula One Management. La FOA actualment es queda un 23% dels beneficis televisius. El 77% restant se'l reparteixen en un 47% els equips participants a la Formula 1, i un 30% per a la FIA.
A finals de 2016, Liberty Media va acordar comprar accions per prendre el control de Formula One Group per 4,4 mil milions de dòlars, aprovat pels reguladors i es va acabar el 23 de gener de 2017. Chase Carey es va convertir en president i conseller delegat, i Ross Brawn conseller delegat de Motor Sports.